# Виктор Ингви
Виктор Ингви (енгл. Victor Yngve; 5. јул 1920 — 15. јануар 2012) био је амерички лингвиста, професор на Универзитету Чикагу. Након дипломирања 1953. запошљава се у МИТ-u, где почиње да се бави проблемима машинског превођења. Један је од првих истраживача рачунарске лингвистике и природне обраде језика, примене рачунара за анализу и обраду језика. Он је развио први програм који може да ствара бесмислене, али правилно формиране реченице. Најважније је то да је он кроз рачунарску обраду података показао зашто људски мозак може само да обрађује реченице одређене сложености, оне које не прелазе границу, сличну оној коју је утемељио Џорџ Милер –„магични број 7±2“ (капацитет краткотрајне меморије). Он је заједно са својим сарадницима из МИТ-а у периоду од 1957-1965. створио COMIT, први језик за обраду стрингова, који је развијен на IBM 700/7000 серији рачунара. Са COMIT језиком можемо да пишемо рачунарске програме који могу да стварају реченице у складу са граматичким правилима.